# HK Olimpija Hertz 1992/93
Sezona 1992/93 HK Olimpija Hertz, ki je osvojila naslov podprvaka v slovenski ligi.

## Postava
- Trener:  Peter Janoš

| Vratarji | Vratarji  | Vratarji     | Vratarji    | Vratarji | Vratarji                 | Vratarji             |
| -------- | --------- | ------------ | ----------- | -------- | ------------------------ | -------------------- |
| #        | Nar       | Igralec      | Boljša roka | Sez.     | Starost (rojstni dan)    | Kraj rojstva         |
|          | Slovenija | Martin Novak | leva        | 7        | 22 let (27. januar 1970) | Ljubljana, Slovenija |

| Branilci | Branilci  | Branilci         | Branilci    | Branilci | Branilci                 | Branilci                      |
| -------- | --------- | ---------------- | ----------- | -------- | ------------------------ | ----------------------------- |
| #        | Nar       | Igralec          | Boljša roka | Sez.     | Starost (rojstni dan)    | Kraj rojstva                  |
|          | Slovenija | Igor Beribak (C) |             | 6        | 28 let (18. maj 1964)    | Ljubljana, Slovenija          |
|          | Kanada    | Neil Sheehy      | leva        | 1        | 32 let (9. februar 1960) | Fort Frances, Ontario, Kanada |

| Napadalci | Napadalci               | Napadalci     | Napadalci | Napadalci   | Napadalci | Napadalci                   | Napadalci                |
| --------- | ----------------------- | ------------- | --------- | ----------- | --------- | --------------------------- | ------------------------ |
| #         | Nar                     | Igralec       | Položaj   | Boljša roka | Sez.      | Starost (rojstni dan)       | Kraj rojstva             |
|           | Slovenija               | Marjan Gorenc | F         | leva        | 10        | 28 let (27. februar 1964)   | Ljubljana, Slovenija     |
|           | Slovenija               | Ivo Jan       | C         | Desna       | 4         | 17 let (3. april 1975)      | Jesenice, Slovenija      |
|           | Slovenija               | Dejan Kontrec | LW        | leva        | 8         | 22 let (23. januar 1970)    | Ljubljana, Slovenija     |
|           | Združene države Amerike | Scott Moore   | C         | leva        | 1         | 29 let (16. julij 1963)     | Duluth, Minnesota, ZDA   |
|           | Združene države Amerike | Jim Nesich    | C         | desna       | 1         | 26 let (22. februar 1966)   | Dearborn, Michigan, ZDA  |
|           | Združene države Amerike | Tom Sagissor  | C         |             | 1         | 25 let (12. september 1967) | Hastings, Minnesota, ZDA |
|           | Slovenija               | Toni Tišlar   | LW        | leva        | 2         | 25 let (9. maj 1967)        | Jesenice, Slovenija      |
|           | Slovenija               | Nik Zupančič  | RW        | desna       | 7         | 23 let (3. november 1968)   | Ljubljana, Slovenija     |

## Tekmovanja

### Slovenska liga
Uvrstitev: 2. mesto

#### Prvi del
| # | Klub               | OT | Z  | N | P  | DG  | PG  | +/-  | T  |
| - | ------------------ | -- | -- | - | -- | --- | --- | ---- | -- |
| 1 | HK Olimpija Hertz  | 20 | 18 | 0 | 2  | 224 | 34  | +190 | 36 |
| 2 | HK Sportina Bled   | 20 | 17 | 0 | 3  | 131 | 51  | +80  | 34 |
| 3 | HK Inntal Celje    | 20 | 13 | 0 | 7  | 129 | 72  | +57  | 26 |
| 4 | HK Acroni Jesenice | 20 | 8  | 0 | 12 | 94  | 129 | -35  | 16 |
|   |                    |    |    |   |    |     |     |      |    |
| 5 | HK Triglav Kranj   | 20 | 4  | 0 | 16 | 39  | 163 | -124 | 8  |
| 6 | HK Slavija Beton   | 20 | 0  | 0 | 20 | 31  | 199 | -168 | 0  |

#### Drugi del
| # | Klub               | OT | Z | N | P | DG | PG | +/- | T      |
| - | ------------------ | -- | - | - | - | -- | -- | --- | ------ |
| 1 | HK Olimpija Hertz  | 6  | 5 | 0 | 1 | 42 | 24 | +18 | 14 (4) |
| 2 | HK Acroni Jesenice | 6  | 4 | 0 | 2 | 38 | 28 | +10 | 9 (1)  |
| 3 | HK Sportina Bled   | 6  | 2 | 1 | 3 | 18 | 28 | -10 | 8 (3)  |
| 4 | HK Inntal Celje    | 6  | 0 | 1 | 5 | 19 | 37 | -18 | 3 (2)  |

#### Polfinale
Igralo se je na tri zmage po sistemu 1-1-1-1-1.
|  | HK Olimpija Hertz | 14:1 | HK Inntal Celje | Hala Tivoli, Ljubljana |

| Poročilo tekme | Poročilo tekme | Poročilo tekme | Poročilo tekme | Poročilo tekme |
| -------------- | -------------- | -------------- | -------------- | -------------- |
|                |                |                |                |                |

|  | HK Inntal Celje | 1:7 | HK Olimpija Hertz | Dvorana Celje, Celje |

| Poročilo tekme | Poročilo tekme | Poročilo tekme | Poročilo tekme | Poročilo tekme |
| -------------- | -------------- | -------------- | -------------- | -------------- |
|                |                |                |                |                |

|  | HK Olimpija Hertz | 8:5 | HK Inntal Celje | Hala Tivoli, Ljubljana |

| Poročilo tekme | Poročilo tekme | Poročilo tekme | Poročilo tekme | Poročilo tekme |
| -------------- | -------------- | -------------- | -------------- | -------------- |
|                |                |                |                |                |

#### Finale
Igralo se je na štiri zmage po sistemu 1-1-1-1-1-1-1, * - po podaljšku, ** - po kazenskih strelih.
|  | HK Olimpija Hertz | 5:2 | HK Acroni Jesenice | Hala Tivoli, Ljubljana |

| Poročilo tekme | Poročilo tekme | Poročilo tekme | Poročilo tekme | Poročilo tekme |
| -------------- | -------------- | -------------- | -------------- | -------------- |
|                |                |                |                |                |

|  | HK Acroni Jesenice | 5:3 | HK Olimpija Hertz | Dvorana Podmežakla, Jesenice |

| Poročilo tekme | Poročilo tekme | Poročilo tekme | Poročilo tekme | Poročilo tekme |
| -------------- | -------------- | -------------- | -------------- | -------------- |
|                |                |                |                |                |

|  | HK Olimpija Hertz | 9:5 | HK Acroni Jesenice | Hala Tivoli, Ljubljana |

| Poročilo tekme | Poročilo tekme | Poročilo tekme | Poročilo tekme | Poročilo tekme |
| -------------- | -------------- | -------------- | -------------- | -------------- |
|                |                |                |                |                |

|  | HK Acroni Jesenice | 9:6 | HK Olimpija Hertz | Dvorana Podmežakla, Jesenice |

| Poročilo tekme | Poročilo tekme | Poročilo tekme | Poročilo tekme | Poročilo tekme |
| -------------- | -------------- | -------------- | -------------- | -------------- |
|                |                |                |                |                |

|  | HK Olimpija Hertz | 6:2 | HK Acroni Jesenice | Hala Tivoli, Ljubljana |

| Poročilo tekme | Poročilo tekme | Poročilo tekme | Poročilo tekme | Poročilo tekme |
| -------------- | -------------- | -------------- | -------------- | -------------- |
|                |                |                |                |                |

|  | HK Acroni Jesenice | 4:3* | HK Olimpija Hertz | Dvorana Podmežakla, Jesenice |

| Poročilo tekme | Poročilo tekme | Poročilo tekme | Poročilo tekme | Poročilo tekme |
| -------------- | -------------- | -------------- | -------------- | -------------- |
|                |                |                |                |                |

|  | HK Olimpija Hertz | 6:7** | HK Acroni Jesenice | Hala Tivoli, Ljubljana |

| Poročilo tekme | Poročilo tekme | Poročilo tekme | Poročilo tekme | Poročilo tekme |
| -------------- | -------------- | -------------- | -------------- | -------------- |
|                |                |                |                |                |